# Olamide Zaccheaus
Olamide Zaccheaus (* 23. Juli 1997 in Plainfield, New Jersey) ist ein US-amerikanischer American-Football-Spieler auf der Position des Wide Receivers. Er spielt für die Chicago Bears in der National Football League (NFL).

## Frühe Jahre
Zaccheaus ging in Philadelphia, Pennsylvania, auf die Highschool. Später besuchte er die University of Virginia. In 50 Spielen für das Collegefootballteam erzielte er 250 Passfänge für 2.753 Yards und 22 Touchdowns. Außerdem erlief er bei 79 Versuchen 551 Yards und zwei Touchdowns.

## NFL
Nachdem Zaccheaus im NFL-Draft 2019 nicht berücksichtigt worden war, unterschrieb er einen Vertrag bei den Atlanta Falcons. Am 13. Oktober 2019 debütierte er in der NFL. 
Am 8. Dezember 2019 fing er seinen ersten Touchdown in der NFL: Zaccheaus schaffte es, einen langen Pass von Quarterback Matt Ryan für 93 Yards in die Endzone zu laufen. Dies stellt einen NFL-Rekord für den ersten Passfang einer Karriere dar.
Am neunten Spieltag der Saison 2020 gelang ihm sein erstes Spiel mit über 100 Yards (103 Yards). Am 1. Dezember 2020 wurde er auf die Injured Reserve List gesetzt und absolvierte von da an kein Spiel mehr für die Falcons in der Saison. Am 15. März 2022 wurde sein Vertrag bei den Falcons verlängert.
Am 19. April 2023 wechselte er zu den Philadelphia Eagles. 
Am 1. April 2024 nahmen die Washington Commanders Zaccheaus unter Vertrag. Wie schon in den drei Jahren zuvor bestritt er alle 17 Regular-Season-Spiele. Seine 45 Receptions für Washington waren ebenso Karrierebestwert wie die drei Touchdowns, die er für das Team erzielte.
Im März 2025 unterzeichnete Zaccheaus einen Vertrag bei den Chicago Bears.